# Campeonato Europeu de Atletismo em Pista Coberta de 2019 - Salto em distância masculino
A prova do salto em distância masculino do Campeonato Europeu de Atletismo em Pista Coberta de 2019 foi disputada entre os dias  1 e 3 de março de 2019 na Emirates Arena, em Glasgow, no Reino Unido. 

## Recordes
Antes desta competição, os recordes mundiais e do campeonato nesta prova eram os seguintes:
|                       | Nome            | Nacionalidade  | Distância | Local       | Data                  |
| --------------------- | --------------- | -------------- | --------- | ----------- | --------------------- |
| Recorde mundial       | Carl Lewis      | Estados Unidos | 8m 79cm   | Nova Iorque | 27 de janeiro de 1984 |
| Recorde do campeonato | Sebastian Bayer | Alemanha       | 8m 71cm   | Turim       | 8 de março de 2009    |
| Recorde europeu       | Sebastian Bayer | Alemanha       | 8m 71cm   | Turim       | 8 de março de 2009    |

## Medalhistas
| Ouro                      | Prata                         | Bronze                     |
| Miltiadis Tentoglou (GRE) | Thobias Nilsson Montler (SWE) | Strahinja Jovančević (SRB) |

## Cronograma
Todos os horários são locais (UTC+0).
| Data       | Hora  | Evento       |
| ---------- | ----- | ------------ |
| 1 de março | 10:03 | Qualificação |
| 3 de março | 11:35 | Final        |

## Resultados

### Qualificação
Qualificação: 7,90 m (Q) ou os 8 melhores qualificados (q).
| Posição | Atleta                  | Nacionalidade | #1   | #2   | #3   | Resultados | Notas |
| ------- | ----------------------- | ------------- | ---- | ---- | ---- | ---------- | ----- |
| 1       | Serhiy Nykyforov        | Ucrânia       | 7.86 | 7.84 | 8.03 | 8.03       | Q     |
| 2       | Miltiadis Tentoglou     | Grécia        | x    | 8.01 |      | 8.01       | Q     |
| 3       | Thobias Nilsson Montler | Suécia        | x    | 7.95 |      | 7.95       | Q     |
| 4       | Tomasz Jaszczuk         | Polónia       | 7.86 | x    | x    | 7.86       | q     |
| 5       | Radek Juška             | Chéquia       | 7.61 | 7.76 | 7.77 | 7.77       | q     |
| 6       | Eusebio Cáceres         | Espanha       | 7.76 | 7.69 | 2.46 | 7.76       | q     |
| 7       | Strahinja Jovančević    | Sérvia        | 7.48 | x    | 7.73 | 7.73       | q     |
| 8       | Vladyslav Mazur         | Ucrânia       | 7.57 | 7.56 | 7.64 | 7.64       | q     |
| 9       | Feron Sayers            | Grã-Bretanha  | 7.57 | x    | x    | 7.57       |       |
| 10      | Jean-Pierre Bertrand    | França        | x    | –    | –    | NM         |       |
| 10      | Lamont Marcell Jacobs   | Itália        | x    | x    | x    | NM         |       |
| 10      | Amund Høie Sjursen      | Noruega       | x    | x    | x    | NM         |       |
| 11      | Izmir Smajlaj           | Albânia       |      |      |      | DNS        |       |

### Final
A final aconteceu às 11:35 no dia 3 de março de 2019. 
| Posição           | Atleta                  | Nacionalidade | #1   | #2   | #3   | #4   | #5      | #6   | Resultados | Notas               |
| ----------------- | ----------------------- | ------------- | ---- | ---- | ---- | ---- | ------- | ---- | ---------- | ------------------- |
| Medalha de ouro   | Miltiadis Tentoglou     | Grécia        | x    | 8.12 | x    | 8.16 | 8.38    | –    | 8.38       | Melhor marca do ano |
| Medalha de prata  | Thobias Nilsson Montler | Suécia        | x    | 8.17 | 8.13 | x    | x       | x    | 8.17       | Recorde pessoal     |
| Medalha de bronze | Strahinja Jovančević    | Sérvia        | 7.79 | 7.76 | 7.66 | x    | 8.03    | 7.75 | 8.03       | Recorde nacional    |
| 4                 | Eusebio Cáceres         | Espanha       | x    | x    | x    | x    | '7.98 ' | x    | 7.98       |                     |
| 5                 | Serhiy Nykyforov        | Ucrânia       | 7.64 | x    | x    | 7.77 | 7.89    | x    | 7.89       |                     |
| 6                 | Tomasz Jaszczuk         | Polónia       | x    | 7.69 | 7.78 | 7.80 | x       | x    | 7.80       |                     |
| 7                 | Radek Juška             | Chéquia       | x    | x    | 7.70 | x    | 7.63    | 7.79 | 7.79       |                     |
| 8                 | Vladyslav Mazur         | Ucrânia       | 7.68 | x    | 7.72 | 7.75 | 7.72    | x    | 7.75       |                     |

Legenda
| Recorde mundial       | Recorde mundial (World record)               |                       | Recorde africano                      | Recorde africano (African) |                                           | Q | Classificado por posição (Qualified) |
| Recorde do campeonato | Recorde do campeonato (Championship record)  | Recorde da América    | Recorde da América (Americas)         | q                          | Classificado por melhor tempo (Qualified) |   |                                      |
| Melhor marca do ano   | Melhor marca do ano (World leading)          | Recorde asiático      | Recorde asiático (Asian)              | DNS                        | Não largou (Did not start)                |   |                                      |
| Recorde nacional      | Recorde nacional (National record)           | Recorde europeu       | Recorde europeu (European)            | DNF                        | Não terminou (Did not finish)             |   |                                      |
| Recorde pessoal       | Recorde pessoal do atleta (Personal best)    | Recorde da Oceania    | Recorde da Oceania (Oceania)          | DSQ / DQ                   | Desclassificado (Disqualified)            |   |                                      |
| Recorde da temporada  | Recorde da temporada do atleta (Season best) | Recorde sul-americano | Recorde sul-americano (South America) | NM                         | Sem marca (No mark)                       |   |                                      |